# Carole Ann Ford
Carole Ann Ford (Ilford, 16 giugno 1940) è un'attrice britannica, conosciuta per aver interpretato Susan Foreman, nipote e compagna di viaggio del protagonista della serie classica Doctor Who.

## Carriera
Ha lavorato come attrice teatrale in diversi drammi, commedie e musical, tra cui: Il libro della giungla, Stranger in the House, Bakerloo to Paradise, The Owl and the Pussycat, The Rumpus, Pride and Prejudice, Inadmissible Evidence, Enrico, Sleeping Beauty, You Never Can Tell, Ned Kelly, Mother, MacBett, The Boy Friend, Have You Seen Manchester e Private Lives.
Al cinema è apparsa nei film The Last Load, Gli orrori del museo nero, Il giorno dei trifidi, Tu vivrai, The Punch and Judy Man, La rapina più scassata del secolo, L'uomo che viene da lontano, The Hiding Place.
Ha partecipato alle produzioni televisive Expresso Bongo, Probation Officer, Emergency-Ward 10, Dixon of Dock Green, No Hiding Place, Crying Down the Lane, Z Cars, Suspense, Investigatore offresi e Whatever Happened to the Likely Lads?.
Nel 1963 venne scelta per interpretare Susan Foreman, nipote e compagna di viaggio del Primo Dottore nella serie televisiva britannica Doctor Who. L'attrice lasciò la serie nell'anno successivo, ma apparve in seguito in veste di guest star in più occasioni.
Ford è sposata e ha due figlie.

## Filmografia

### Cinema
- The Last Load, regia di John Baxter (1948)
- Gli orrori del museo nero (Horrors of the Black Museum), regia di Arthur Crabtree (1959)
- The Ghost Train Murder, regia di Peter Maxwell – cortometraggio (1959)
- Tu vivrai (Mix Me a Person), regia di Leslie Norman (1962)
- The Punch and Judy Man, regia di Jeremy Summers (1963)
- Il giorno dei trifidi (The Day of the Triffids), regia di Steve Sekely (1963)
- La rapina più scassata del secolo (The Great St Trinian's Train Robbery), regia di Sidney Gilliat e Frank Launder (1966)
- L'uomo che viene da lontano (The Man Outside), regia di Samuel Gallu (1967)
- The Hiding Place, regia di James F. Collier (1975)

### Televisione
- Theatre Night – serie TV, episodio 2x04 "Expresso Bongo" (1958)
- Probation Officer – serie TV, episodio 1x12 (1959)
- Emergency-Ward 10 – serie TV, episodio 1x385 (1960)
- Dixon of Dock Green – serie TV, episodio 7x21 "River Beat" (1961)
- No Hiding Place – serie TV, episodio 3x09 "The Toy House" (1961)
- The Attorney-General - film TV, regia di Harold Clayton (1961)
- Crying Down the Lane – miniserie TV, puntate 1 e 2 (1962)
- Z Cars – serie TV, episodio 1x05 "Big Catch" (1962)
- Top Secret – serie TV, episodio 2x11 "Dance for Spies" (1962)
- Harpers West One – serie TV, episodio 2x05 (1962)
- Moonstrike – serie TV, episodio 1x04 "Five Hours to Kill" (1963)
- Suspense – serie TV, episodio 2x12 "The Man on the Bicycle" (1963)
- Doctor Who – serie TV, 54 episodi (1963-1964, 1983, 2025)
- Investigatore offresi (Public Eye) – serie TV, episodio 1x12 "The Morning Wasn't So Hot" (1965)
- Whatever Happened to the Likely Lads? – serie TV, episodio 2x08 "Affairs and Relations" (1974)
- Dimensions in Time – cortometraggio TV, regia di Stuart McDonald (1993)
- Un'avventura nello spazio e nel tempo (An Adventure in Space And Time) - film TV, regia di Terry McDonough (2013)
- The Five(ish) Doctors Reboot - film TV, regia di Peter Davison (2013)